# Abderahman Bushita
Abderahman Bushita (en árabe: عبد الرحمان بوسحيتة‎; 5 de septiembre de 1997) es un deportista marroquí que compite en judo.
Ganó una medalla en los Juegos Panafricanos de 2019 y cuatro medallas en el Campeonato Africano de Judo entre los años 2021 y 2025.

## Palmarés internacional
| Juegos Panafricanos | Juegos Panafricanos      | Juegos Panafricanos | Juegos Panafricanos |
| Año                 | Lugar                    | Medalla             | Categoría           |
| ------------------- | ------------------------ | ------------------- | ------------------- |
| 2019                | Rabat (Marruecos)        | Medalla de plata    | –66 kg              |
| Campeonato Africano |                          |                     |                     |
| Año                 | Lugar                    | Medalla             | Categoría           |
| 2021                | Dakar (Senegal)          | Medalla de bronce   | –66 kg              |
| 2022                | Orán (Argelia)           | Medalla de plata    | –66 kg              |
| 2023                | Casablanca (Marruecos)   | Medalla de plata    | –66 kg              |
| 2025                | Abiyán (Costa de Marfil) | Medalla de bronce   | –66 kg              |